# Oliver Kochta-Kalleinen
Oliver Kochta-Kalleinen, född Oliver Kochta 1971 i Dresden i Tyskland, är en tysk-finländsk installations-, performance -, ljud- och konstfilmskonstnär.
Oliver Kochta-Kalleinen växte upp i Dresden. Han utbildade sig från 1991 på Hochschule für Bildende Künste i Hamburg, med examen 2000. Han har också studerat på Listaháskóli Íslands i Reykjavik 1995–96 och för Lauri Anttila på Konstuniversitetets Bildkonstakademi i Helsingfors 1998–99.
Han arbetar individuellt och sedan 2002 också i samarbete med sin fru Tellervo Kalleinen. Han flyttade till Finland 2003.
I mars 2014 fick Tellervo Kalleinen och Oliver Kochta-Kalleinen utmärkelsen Ars Fennica.